# Darijo Srna
Darijo Srna (Metković, 1 de maio de 1982) é um ex-futebolista croata que atuava como lateral-direito ou ala. Atualmente trabalha como diretor executivo do Shakhtar Donetsk.
De origem bosníaca, é conhecido por ser um dos maiores ídolos do próprio Shakhtar Donetsk, onde atuou por 15 anos e sempre carregou a braçadeira de capitão. Dentro de campo, tinha como principais características o fato de ser bastante versátil, podendo atuar nas duas laterais ou até mesmo mais avançado, como um ala. Preciso na bola parada, possuía um bom cruzamento e marcou muitos gols de falta. Foi o cobrador oficial de infrações da Seleção Croata durante os 14 anos de sua passagem pela Seleção.
Seu sobrenome em croata significa veado, tendo inclusive uma tatuagem do personagem Bambi na panturrilha esquerda.

## Carreira

### Hajduk Split
Srna começou sua carreira em 1999, no modesto Hajduk Split, da Croácia, onde logo ganhou destaque. Após quatro temporadas na equipe, foi vendido para o Shakhtar Donetsk em julho de 2003.

### Shakhtar Donetsk
No clube ucraniano, Srna contabiliza mais de 520 partidas oficias, sendo o recordista de jogos pelo clube, além do jogador mais campeão da história do Shakhtar. Dentre as conquistas estão 19 títulos oficiais, entre eles a Copa da UEFA de 2008–09 e o pentacampeonato seguido do campeonato ucraniano.
Após 15 anos, Srna deixou o Shakhtar após o fim de seu contrato, tendo o time aposentado sua camisa de número 33, que o lateral utilizou por toda sua passagem no clube ucraniano.

### Cagliari
No dia 22 de junho de 2018, o Cagliari anunciou sua contratação por um ano, com opção de renovação por mais uma temporada.

### Aposentadoria
Anunciou sua aposentadoria como jogador profissional no dia 21 de junho de 2019, após ter disputado apenas uma temporada pelo Cagliari. Logo em seguida anunciou que voltaria ao Shakhtar Donetsk, como membro da comissão técnica de Luís Castro. Posteriormente, virou membro da diretoria do clube.

## Seleção Nacional

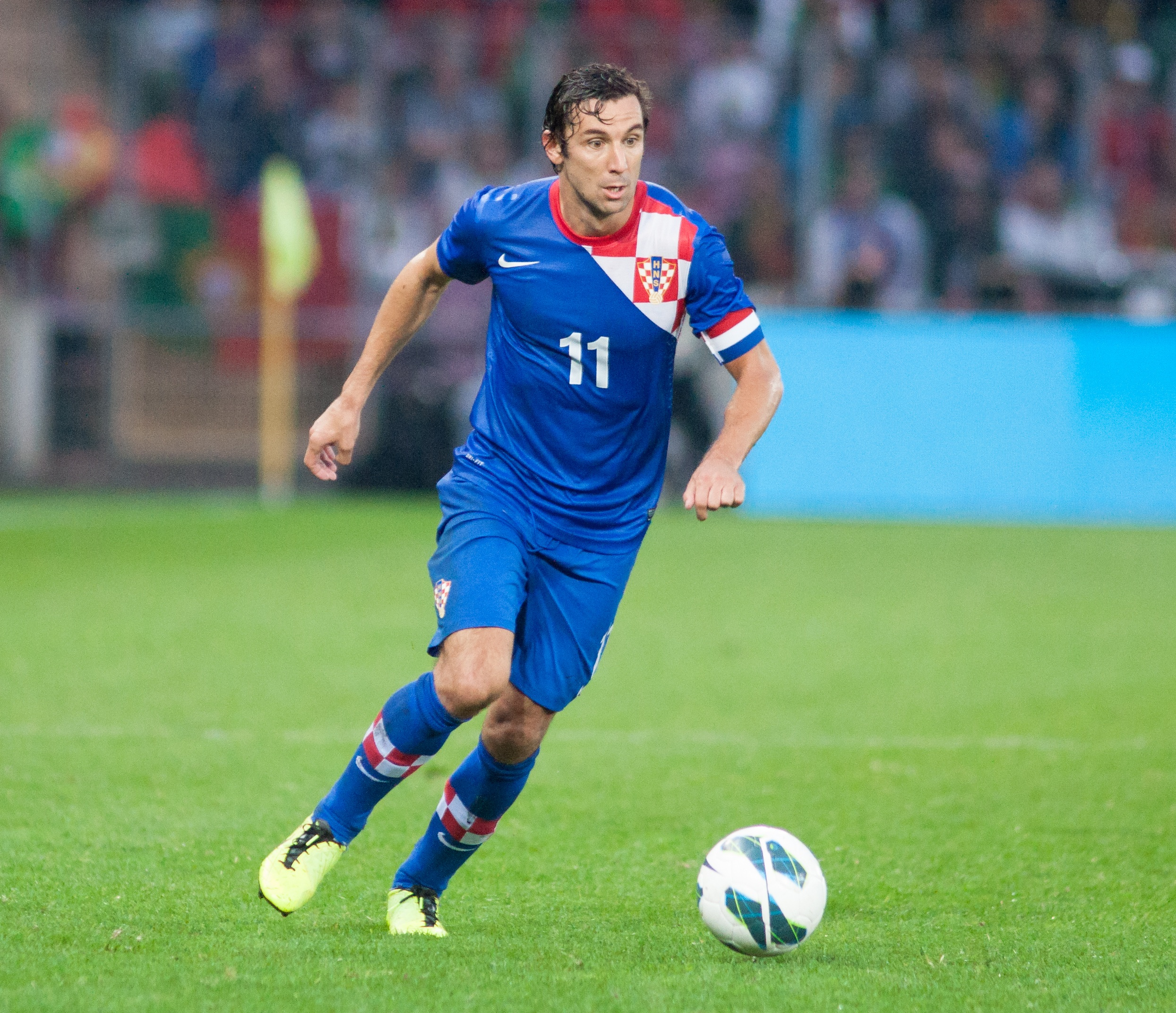
Srna atuando pela Seleção Croata em 2012

A primeira competição oficial de Srna pela Croácia foi a Euro 2004. Como reserva, recebeu a camisa 8 e participou de dois jogos, afundando junto com o time na campanha que acumulou dois empates, contra Suíça e França, e uma derrota para a Inglaterra.
Ainda em 2004, tornou-se titular com a chegada do treinador Zlatko Kranjčar na campanha das eliminatórias da Copa do Mundo FIFA de 2006. Srna marcou dois gols decisivos naquele ano: um no dia 8 de setembro e outro no dia 8 de outubro, ambos de falta e contra a Suécia, nas partidas realizadas em Zagreb e Gotemburgo, respectivamente. Assim, a Croácia classificou-se para a Copa do Mundo FIFA de 2006.
No torneio, o lateral teve atuação apagada no primeiro jogo contra o Brasil, além de ter perdido um pênalti contra o Japão, defendido pelo goleiro Yoshikatsu Kawaguchi. Srna anotou um gol no empate de 2 a 2 contra a Austrália, pela última partida da fase de grupos, mas não pôde evitar a eliminação croata do mundial.
Srna foi dispensado da Seleção em setembro de 2006 pelo técnico Slaven Bilić, por conta de ter ficado em uma boate até tarde da noite com os colegas Boško Balaban e Ivica Olić, também afastados. O fato ocorreu antes de uma partida pelas eliminatórias da Euro 2008. Eventualmente, foi reconvocado, tendo brilhado no jogo contra a Macedônia, na qual entrou no decorrer do jogo, quando o time perdia por 1 a 0, fez um gol de falta e emendou um cruzamento para Eduardo da Silva marcar a dois minutos do fim. Srna foi eleito o responsável pela virada, e recuperou assim sua vaga de titular. Ele ainda participou das Euros de 2008, 2012 e 2016, além da Copa do Mundo FIFA de 2014.
Em 6 de fevereiro de 2013, em amistoso contra a Romênia, Srna completou sua centésima partida com a camisa da Seleção Croata.
Três anos depois, na Euro 2016, Srna recebeu a notícia da morte de seu pai após o jogo contra a Turquia, indo ao velório em sua cidade natal, Metković. No entanto, o jogador retornou antes do jogo seguinte, contra a República Tcheca, porque era o desejo de seu pai vê-lo jogando a competição, pois ele se aposentaria da seleção ao fim do torneio. Após a execução do hino croata no pré-jogo, o jogador chorou de emoção devido à perda recente do pai. Despediu-se da Seleção no dia 25 de junho, após a eliminação croata nas oitavas de final contra Portugal. No total, o lateral atuou em 134 partidas e marcou 22 gols pela Seleção Croata.

## Caso de doping
Em 22 de setembro de 2017, nove dias após uma partida contra o Napoli, pela fase de grupos da Liga dos Campeões da UEFA, Srna resolveu suspender sua carreira após ser pego no exame anti-doping realizado pelo Centro Anti-Doping da Ucrânia com uma amostra do dia 22 de março de 2017. Inicialmente, a substância indicada no exame não foi revelada, mas posteriormente foi descoberto que se tratava do hormônio desidroepiandrosterona. A punição dada pela pelo Centro Anti-doping Ucraniano foi de 17 meses, mas nem o atleta nem o Shakhtar se mostraram interessados em recorrer, e o próprio jogador demonstrou interesse em continuar com sua carreira.

## Títulos
Hajduk Split
- Copa da Croácia: 1999–00 e 2002–03
- Campeonato Croata: 2000–01

Shakhtar Donetsk
- Copa da Ucrânia: 2003–04, 2007–08, 2010–11, 2011–12, 2012–13, 2015–16 e 2016–17
- Campeonato Ucraniano: 2004–05, 2005–06, 2007–08, 2009–10, 2010–11, 2011–12, 2012–13, 2013–14, 2016–17 e 2017–18
- Supercopa da Ucrânia: 2005, 2008, 2010, 2012, 2013, 2014, 2015 e 2017
- Copa da UEFA: 2008–09

### Prêmios individuais
- 84º melhor jogador do ano de 2012 (The Guardian)[25]